# Фисция
Фисция (лат. Physconia) — род листоватых лишайников семейства Фисциевые (Physciaceae).

## Синонимы[1]
- Lichen sect. Physcia Schreb., 1791basionym
- Neophyscia M. Choisy, 1959
- Physcia sect. Physcia (Schreb.) Michx., 1803
- Physciomyces (E.A. Thomas) ex Clif. et Tomas, 1953
- Psora Hoffm., 1789 [1790]
- Psora Hoffm., 1784

## Описание
Слоевище в основном розетковидное, преимущественно мелкое до среднего размера (редко более 10 см в диаметре), полифильное. Ориентация слоевища плагиотропное. План строения слоевища — дорсовентральный. Слоевищные лопасти узкие, более или менее разветвлённые, прижатые одна к другой или слегка разделённые. Наличие верхнего и нижнего корового слоя. Верхняя поверхность серовато-зеленоватая, светло-голубовато-серая до почти белой; бывает пятнистой от беловатых макул (светлых пятен, вызванных неравномерным утолщением коры и нерегулярным распределением нижележащего водорослевого слоя), изредка с белым налётом из кристаллов оксалата кальция, у некоторых видов довольно густым. У многих видов формируются соредии, реже — изидии. Нижняя поверхность обычно светлая до белой, беловато-коричневой, иногда коричневая или чёрная. Верхний коровый слой параплектенхимный. Сердцевинный слой рыхлый, паутинистый, образован из тонких белых или жёлтых до оранжевых гиф. Нижний коровый слой обычно имеет прозоплектенхимное строение, у небольшого числа видов — параплектенхимное. Прикрепление к субстрату с помощью ризин или без них. Ризины простые, иногда вильчато разветвлённые на концах, слегка черноватые, коричневые до почти белых, приурочены к краям лопастей. Апотеции леканорового типа. Диск апотециев плоский, чёрный или коричневый, нередко покрыт белым или сероватым налётом. Гипотеций коричневый, толстый. Эпитеций бурый, коричневый. Гимениальный слой бесцветный.
Сумки 8-споровые, цилиндрические; зрелые споры коричневые, 2-клеточные. Конидиомы в виде пикнид. Конидии короткие, удлинённо-цилиндрические или сильно удлинённые до нитевидных, искривлённые, бесцветные.
Фотобионт — зелёные водоросли Trebouxia.
Различные виды фисции являются материал-хозяином для лихенофильных грибов; таких как галлообразующего Syzygospora physciacearum, оранжевого Marchandiomyces aurantiacus, розового Illosporiopsis christiansenii и очень маленького чёрного Arthonia epiphyscia.

### Химический состав
Присутствуют вторичные метаболиты в виде атранорина в верхнем коровом слое, в сердцевидном слое у части видов встречается атранорин вместе с зеорином и другими терпеноидами.

## Среда обитания и распространение
Представители рода в основном обитают на коре деревьев, древесине, каменистых субстратах.
Распространены на всех континентах, широко представлены в умеренной зоне. Многие виды довольно выносливы к загрязнению воздуха и встречаются в городах.

## Классификация
Согласно базе данных Catalogue of Life на ноябрь 2023 года род включает следующие виды:
- Physcia adscendens (Fr.) H. Olivier, 1882 — Фисция восходящая
- Physcia aipolia (Ehrh. ex Humb.) Fürnr., 1839 — Фисция серо-голубая
- Physcia  aipolioides (Nádv.) Breuss et Türk, 1998
- Physcia  albata (F. Wilson) Hale, 1963
- Physcia albinea (Ach.) Malbr., 1868 — Фисция беловатая
- Physcia atrostriata Moberg, 1986
- Physcia  austrocaesia Elix, 2011
- Physcia biziana (A. Massal.) Zahlbr., 1901 — Фисция причудливая
- Physcia caesia (Hoffm.) Fürnr., 1839 — Фисция сизая
- Physcia caesiopsis Elix, 2011
- Physcia clementei (Sm.) Lynge, 1935 — Фисция Клемента
- Physcia crispa Nyl., 1860
- Physcia dactylifera Elix, 2011
- Physcia dakotensis Essl., 2004
- Physcia decorticata Moberg, 1990
- Physcia dimidiata (Arnold) Nyl., 1881 — Фисция дваждыраздельная
- Physcia dubia (Hoffm.) Lettau, 1912 — Фисция сомнительная
- Physcia fragilescens Zahlbr., 1928
- Physcia integrata (Nyl.) Arnold, 1884
- Physcia kantvilasii Elix, 2011
- Physcia leptalea (Ach.) DC., 1805 — Фисция слабая
- Physcia macquariensis C.W. Dodge, 1968
- Physcia mediterranea Nimis, 2016
- Physcia microphylla Aptroot et M.F. Souza, 2020
- Physcia neonubila Elix, 2011
- Physcia occidentalis Essl. et McCune, 2020 — Фисция западноамериканская
- Physcia orientostellaris Kondr., Lőkös et Hur, 2017
- Physcia phaea (Tuck. ex E. Michener) J.W. Thomson, 1963 — Фисция тёмная
- Physcia poncinsii Hur, 1916
- Physcia rhizinata Essl. et McCune, 2020
- Physcia rolandii Elix, 2011
- Physcia sorediiconvexa Aptroot et Cáceres, 2018
- Physcia sorediosa (Vain.) Lynge, 1924
- Physcia stellaris (L.) Nyl., 1856 — Фисция звёздчатая
- Physcia tenella (Scop.) DC., 1805 — Фисция нежная
- Physcia thomsoniana Essl., 2017
- Physcia tribacia (Ach.) Nyl., 1874 — Фисция тройчатая
- Physcia tribacioides Nyl., 1874 — Фисция тройчатовидная
- Physcia ucrainica Kondr., Lőkös et Hur, 2015
- Physcia verrucosa Moberg, 1986

## Охранный статус
В России вид Physcia caesia занесён в Красную книгу Республики Марий Эл, вид Physcia dimidiata в Красную книгу Тульской области, вид Physcia phaea в Красную книгу Республики Карелии.